# Quercus lucana
Quercus lucana là một loài thực vật có hoa trong họ Cử. Loài này được Gavioli miêu tả khoa học đầu tiên năm 1935.